# مسجد توکیو
مسجد توکیو (به ژاپنی: Tōkyō-jāmii
東京 ジ ャ ー ミ) همچنین به‌عنوان توکیو کَمی، مسجدی است که در منطقه اویاما-چو بخش شیبویا در توکیو واقع شده‌است. این مسجد بزرگترین مسجد ژاپن است.
ساختمان فعلی که در ابتدا در سال ۱۹۳۸ ساخته شد، در سال ۲۰۰۰ تکمیل شد. این ساختمان توسط هیلمی شنالپ، معمار ترک، به‌سبکی الهام‌گرفته از معماری عثمانی طراحی شده‌است.

## تاریخچه
این مسجد در ابتدا به‌همراه یک مدرسه در مجاورت آن، در ۱۲ مه ۱۹۳۸ توسط مهاجران باشکیری و تاتار از روسیه که پس از انقلاب اکتبر به ژاپن آمده بودند، ساخته شد. این بنا زیر نظر عبدالرشید ابراهیم، امام مسجد و عبدالحی قربانعلی ساخته شده‌است.
در سال ۱۹۸۶، مسجد به‌دلیل آسیب‌دیدگی شدید، باید تخریب می‌شد. تحت هدایت و حمایت اداره امور مذهبی ترکیه، ساختن ساختمان جدید در سال ۱۹۹۸ آغاز شد. معمار ساختمان، هیلمی شنالپ، معمار ترک بود. این تزئینات براساس معماری مذهبی عثمانی ساخته شده‌است. حدود ۷۰ صنعتگر ترک جزئیات نهایی را انجام دادند و مقدار قابل توجهی سنگ مرمر از ترکیه برای ساخت آن، وارد شد. ساخت و ساز در سال ۲۰۰۰، با هزینه‌ای در حدود ۱٫۵ میلیارد ین، به پایان رسید. افتتاحیه آن نیز در ۳۰ ژوئن ۲۰۰۰ برگزار شد.

## ساختمان
مسجد توکیو ۷۳۴ متر مربع مساحت دارد و دارای یک طبقه زیرزمین و سه طبقه روی زمین با مساحت کل ۱۴۷۷ متر مربع است. گنبد اصلی آن ۲۳٫۲۵ متر ارتفاع دارد و با شش ستون پشتیبانی می‌شود، در حالی که مناره مجاور آن ۴۱٫۴۸ متر ارتفاع دارد.